# Вечерний Челябинск (альбом)
«Вече́рний Челя́бинск» — второй студийный альбом российской рэп-группы «Триагрутрика», выпущенный в 2010 году.
На песню «Биг сити лайф» был снят видеоклип, ротировавшийся на музыкальных телеканалах. Также в 2010 году были сняты музыкальные клипы на песни «Осень весной», «В моём городе звезд…» и «Провинция моя». 

## Список композиций
| №   | Название                       | Длительность |
| --- | ------------------------------ | ------------ |
| 1.  | «Рифмы из нового фонда»        | 3:46         |
| 2.  | «Доказательстфло»              | 4:12         |
| 3.  | «Маета»                        | 4:36         |
| 4.  | «Бит фит хит щит»              | 3:27         |
| 5.  | «Олдскуловая сага»             | 4:18         |
| 6.  | «Блэк дэй»                     | 3:54         |
| 7.  | «Биг сити лайф»                | 4.15         |
| 8.  | «В моем городе звезд не видно» | 3:43         |
| 9.  | «Спасибо подзарядке»           | 4:14         |
| 10. | «Живу»                         | 3:32         |
| 11. | «Осень весной»                 | 4:27         |
| 12. | «Хип-хоп уан лов»              | 4:02         |
| 13. | «Алые паруса»                  | 2:43         |
| 14. | «Провинция моя»                | 3:22         |
| 15. | «Давай, родная»                | 5:00         |

## Рецензии
«Вечерний Челябинск» сработан в жанре «городская романтика» и неожиданно преисполнен оптимизма. Триагрутрика избегает дежурных фраз про позитив. Они вместо этого рисуют обстоятельную картину городской жизни, живописуют свой вечерний Челябинск, город бомжей и «поршей», город, где звезд не видно, где паутина «пятин» их поглотила; признаются в любви провинции своей, к хип-хопу и твердому; азартно обмениваются рифмами и в итоге убеждают, что трудности преодолимы, а в жизни решительно все станет хорошо.
 — пишет Андрей Никитин на сайте Rap.ru